# Scurria mesoleuca
Scurria mesoleuca är en snäckart som först beskrevs av Menke 1851.  Scurria mesoleuca ingår i släktet Scurria och familjen Lottiidae. Inga underarter finns listade i Catalogue of Life.